# Last Time (Fuel)
Last Time è un singolo del gruppo musicale statunitense Fuel, pubblicato nel 2001 come quarto estratto dal secondo album in studio Something Like Human.